# Карлос Домінгос Массоні
Карлос Домінгос Массоні (порт. Carlos Domingos Massoni, 4 січня 1939) — бразильський баскетболіст.
Бронзовий призер Олімпійських Ігор 1960, 1964 років, учасник 1968, 1972 років.
Переможець Панамериканських ігор 1971 року, срібний призер 1963 року, бронзовий призер 1959 року.
Чемпіон світу 1963 року, срібний призер 1970 року, бронзовий призер 1967 року.